# Stazione di Milano Nord Bovisa
Stazione di Milano Nord Bovisa vasútállomás Olaszországban, Lombardia régióban, Milánó településen.

## Vasútvonalak
Az állomást az alábbi vasútvonalak érintik:
- Milánó–Saronno-vasútvonal
- Milánó–Asso-vasútvonal
- Milánó Passante-vasútvonal

## Kapcsolódó állomások
A vasútállomáshoz az alábbi állomások vannak a legközelebb:
- Stazione di Milano Bullona (Milánó–Asso-vasútvonal, Milánó–Saronno-vasútvonal)
- Stazione di Milano Affori (1879) (Milánó–Asso-vasútvonal)
- Stazione di Milano Quarto Oggiaro (Milánó–Saronno-vasútvonal)
- stazione di Milano Porta Garibaldi superficie